# Астрал. Ритуал Малум
«Астрал» або ж «Ритуал Малум» — американський фільм жахів випущений у 2023 році та знятий режисером Ентоні ДіБлазі і Скоттом Пойлі. Також цей фільм є аналогом фільму 2014 року «Остання зміна».
Сюжет:
Фільм починається з урятування трьох дівчин із релігіозного кровавого культу. Досвічений офіцер Вілл Лорен викрив махінаційну групу, яка незаконно викрадала людей і вчиняла з ними жахливі речі. Офіцер прославився майже на всю країну. Але сталося щось дивне. Вже на наступний вечір переодягаючись у спільній роздягальні зі своїми співробітниками, в його поведінці було щось таємниче і незвичайне для повсякденної поведінки у чоловіка. Через декілька годин, два співробітника пішли практикуватися у стрільбі у поліцейському відділені. Це закінчилося зовсім не добром….
Саме цей відомий офіцер Вілл вбив своїх колег. Цей вчинок повністю замарав репутацію Лорена та всієї його сім'ї.
Пройшов час, на місце батька прийшла його донька — Джесіка Лорен. Всі навкруги зневажливо ставились до неї, за те що її батько жахливий вбивця. Ніхто навіть не хотів допомагати і слухати її у першу зміну дівчини.
Перша спроба дівчини у її новій професії виявилася дуже нервовою та небезпечною.
Джесіка потрапила у відділення на першу зміну і побачила свого старшого командира який був дуже розгніваний, кидаючи у когось або у щось речі які попали під гарячу руку. Вона задавалася безліччю питань, на які той самий командир не хотів давати відповідей. Гучно кричавши на неї, чоловік пройшов повз. А молода дівчина залишилася зовсім одна у відділенні.
Сидівши у кабінеті патрульних поліцейських, прийняла дивний виклик. Він був від невідомого абоненту, жінка на тому боці телефону дражнила патрульну образливими словами, а чувши це, Джесіка клала трубку.
Не звернувши на невідому уваги, та продовжила розбирати записи на комп'ютері, роздивляючись всі деталі жорстоких сцен тієї ж самої секти. І знов дзвінок, знов подзвонила та дивна жінка, проговорюючи ті ж самі слова. Вже не витримуючи це, дівчина подзвонила на головну гарячу лінію поліції, на якій їй взагалі відмовили у проханні відслідити хуліганку. Укотре продовжувалися дзвінки жінки та дзвінки Джесіки до головної лінії — все марно. Ніхто і слухати її не хотів.
Вище згадана жінка знову подзвонила, але вже з погрозами, на всяк випадок Джесіка не клала трубку і бажала вислухати що від неї хотіла ця незнайомка. Відповіді від неї не послідкувало…Замість того, з трубки почала лунати дивна мелодія із монотонним співом.
Та в свою чергу дуже злякалась.
І тут почалося, дівчина почула дивні звуки поза свого кабінету і швидко побігла на джерело звуку. У приміщенні для покращення навичок у стрільбі, вона побачила дуже лякаючого своїм видом чоловіка, у якого на голові був мішок. Цей незнайомець побіг на Джесіку, а вона від нього. Заховавшись у кабінеті, дівчина знову дзвонить на головну лінію підмоги поліції. Всюди на наші очі потрапляли демоністичні символи і згадування Сатани і «Нижчого Віруючого Бога». Розповівши все у деталях, їй обіцяють допомогу, яка так і не надходила до неї протягом майже всієї паранормально-жахливої ночі сповненою загадками і вбивствами……